# Google Now
Chronologie des versions
Google Assistant
Google Now est un assistant personnel intelligent qui prend la forme d'une application Android et iOS basée sur la reconnaissance vocale, le traitement du langage naturel par oral ainsi que sur la synthèse vocale pour apporter des réponses aux requêtes des utilisateurs à l'oral et à l'écrit, faire des recommandations et effectuer des actions en déléguant certaines requêtes à des services en ligne. Google Now est inclus par défaut à partir de la version 4.1 d'Android (« Jelly Bean »), et a fonctionné pour la première fois sur le Galaxy Nexus.
Depuis mai 2018, Google Now est remplacé par Google Assistant.

## Fonctionnement

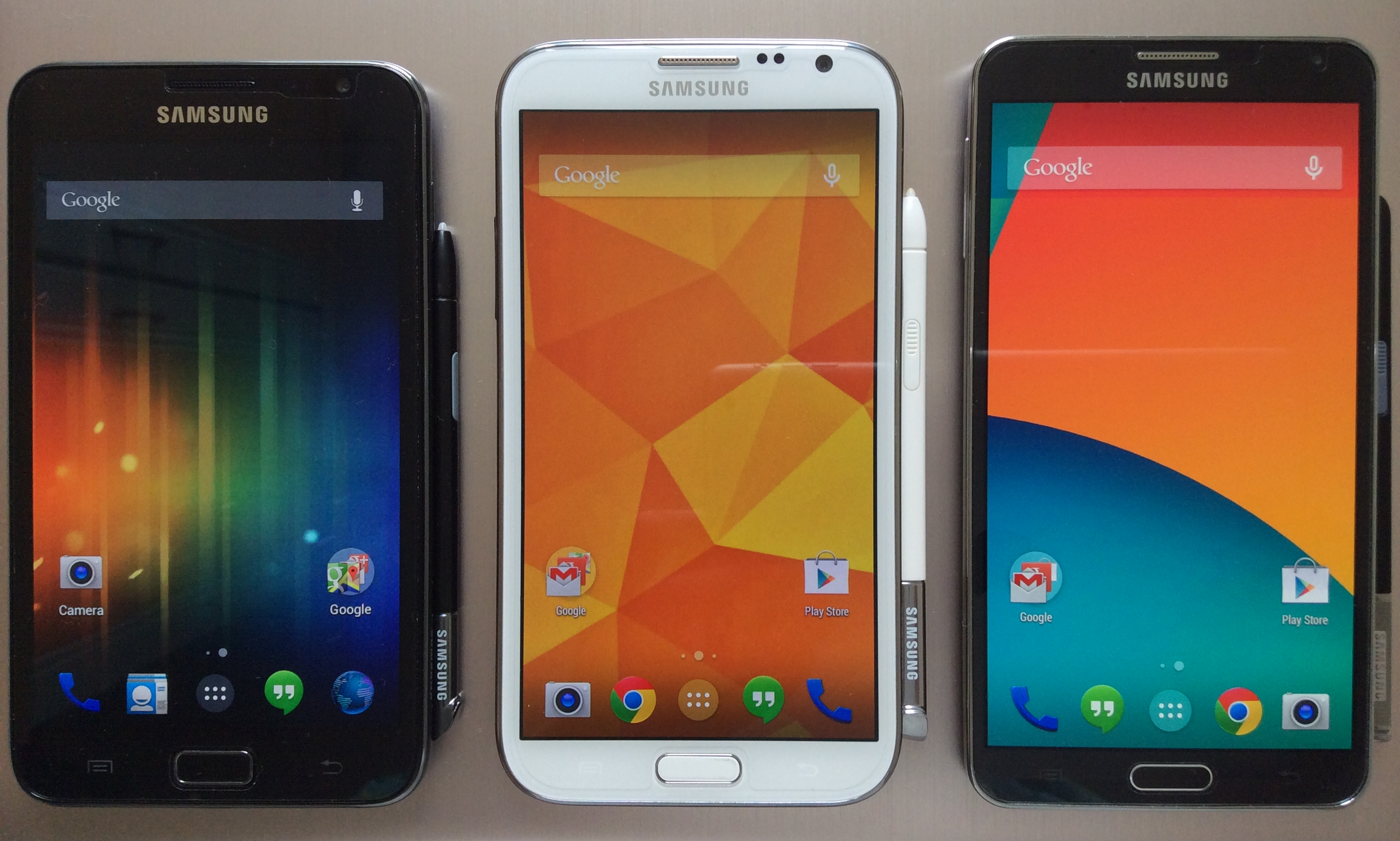
Google Now Launcher

L'interface de Google Now est composé d'une barre de recherche et d'un ensemble de « cartes » qui apportent des réponses contextualisées et illustrées à certaines requêtes des utilisateurs. Sont pris en compte à l'heure actuelle : 
- la conversion de monnaies
- la définition et la traduction de mots
- les horaires de vols (via Gmail ou Google Calendar)
- les programmations de salles de cinéma
- les prochains rendez-vous (via Google Calendar)
- les lieux (via Google Maps)
- les horaires de transports en commun (via Google Maps)
- les alertes trafic (via Google Maps)
- les résultats sportifs
- les trajets entre domicile et lieu de travail (via Google Maps)
- les cours de bourse (Google Finance)
- la météo
- les nouveaux articles des sites que l'utilisateur consulte fréquemment
- l'état de livraison d'un colis (via Gmail).

Quand ce n'est pas possible, l'application renvoie des résultats classiques issus de la recherche Google. L'application se base sur les requêtes formulées le plus régulièrement par l'utilisateur et sur le Knowledge Graph pour proposer des informations pertinentes avant même qu'il ne les demande.

## Historique
- Fin 2011, des rumeurs affirment que Google prépare un assistant virtuel semblable à Siri (développé par Apple), sous le nom de code « Majel » (d'après Majet Barrett, la femme de Gene Roddenberry connue pour avoir prêté sa voix aux ordinateurs de la série Star Trek[2]) ou « Assistant ».
- Le 7 juin 2012, Google Now est révélé lors de la présentation d'Android 4.1 lors de la conférence I/O[3].
- Début avril 2018, Google annonce l'arrêt[1] de Google Now et son remplacement par Google Assistant.

Cela n’empêche pas des constructeurs de proposer leurs propres assistants vocaux sur Android, comme Samsung avec S Voice et LG avec Quick Voice (à partir de juin 2012 et uniquement en Corée du Sud pour ce dernier).